# Mitteldeutscher Verlag
Mitteldeutscher Verlag è una casa editrice tedesca.
Fondata nel 1946 ad Halle (Saale), è stata una delle principali e più prestigiose case editrici della Germania dell'Est. Ha avuto un ruolo centrale nella diffusione della Via di Bitterfeld, organizzando la conferenza che portò alla sua istituzione e pubblicando i maggiori lavori legati a questo movimento artistico. Nonostante la presenza in catalogo di grandi nomi come Volker Braun e Günter de Bruyn, verso la fine degli anni settanta il suo nome fu largamente screditato quando vennero a galla censure e limitazioni verso numerosi autori.
Dopo la caduta del muro di Berlino la società è stata privatizzata e ha continuato a pubblicare fino al 1995. Nel 1996 ha dichiarato fallimento, ma nel 1997 una società di nuova costituzione ne ha rilevato il nome e il catalogo, e ha ripreso le pubblicazioni.